# Infanticídio
A expressão infanticídio, do latim infanticidium sempre teve no decorrer da história, o significado de morte de criança, especialmente no recém-nascido. Antigamente referia-se a matança indiscriminada de bebês nos primeiros meses de vida, mas para o Direito brasileiro moderno, este crime somente se configura se a mulher, quando cometeu o crime, estava sob a influência do estado puerperal, i.e., logo após o parto ou mesmo depois de alguns dias.
Um dos casos mais famosos de infanticídio foi o Massacre dos Inocentes pelo rei Herodes ao final do século I a.C., relatado pela Bíblia no capítulo 2 de Evangelho de Mateus.
No Império Romano e também em algumas tribos bárbaras a prática do infanticídio era aceita para regular a oferta de comida à população. Eliminando-se crianças, diminuía-se a população e gerava um pseudo controle administrativo por parte dos governantes.
Na atualidade, a China é um país onde há elevado índice de infanticídio feminino. Neste país é prática comum cometer aborto quando o bebê é uma menina, o que gerou um desequilíbrio entre os sexos na população do país.

## Infanticídio no Direito Penal Brasileiro
No Brasil, é um crime doloso, tendo pena diminuída em relação ao crime de homicídio, vindo em dispositivo próprio do Código Penal (art. 123), desde que seja praticado pela mãe sob influência do estado puerperal, durante ou logo após o parto. Por outro lado, não se encontrando a mãe neste estado anímico, caracteriza-se o homicídio. E sendo antes do parto, o crime é o de aborto
A legislação penal brasileira, através dos estatutos de 1830, 1890 e 1940, tem conceituado o crime de infanticídio de formas diversas. O Código Penal de 1890 definia o crime com a seguinte proposição:
| “ | Matar recém-nascido, isto é infante, nos sete primeiros dias de seu nascimento, quer empregando meios diretos e ativos, quer recusando à vítima os cuidados necessários à manutenção da vida e a impedir a sua morte. | ” |

O parágrafo único cominava pena mais branda, pois "se o crime for perpetrado pela mãe, para ocultar a desonra própria", o chamado infanticídio honoris causa. O Código Penal de 1940 adotou critério diverso, ao estabelecer em seu artigo 123: "Matar, sob a influência do estado puerperal, o próprio filho, durante ou logo após o parto".
Por este motivo, o sujeito ativo é a mãe sob influência do estado puerperal. A doutrina admite a hipótese de concurso de agentes, como por exemplo o pai da criança que ajudou a mãe a matar a criança.
O sujeito passivo somente pode ser o próprio filho, nascente ou neonato. Recaindo no homicídio se a vitima for outra criança que não a própria.
O crime é consumado quando o neonato ou recém-nascido é morto. Este crime admite tentativa.
A legislação vigente adotou como atenuante no crime de infanticídio o conceito fisiopsíquico do "estado puerperal", como configurado na exposição de motivos do Código Penal: "o infanticídio é considerado um delictum exceptum quando praticado pela parturiente sob influência do estado puerperal".